# Yvon Petra

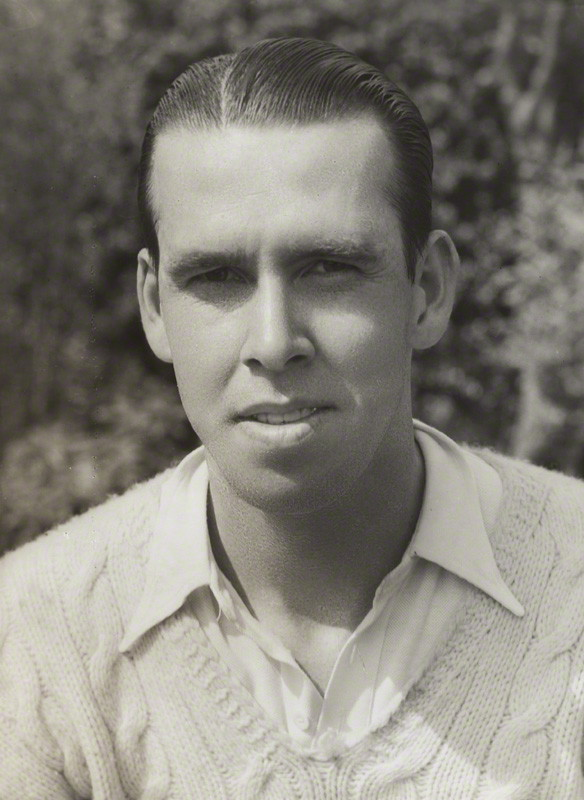
Yvon Petra (1938)

Yvon Francois Marie Petra, född 8 mars 1916 i Cholon (i dag "distrikt 5" i Ho Chi Minh-staden, tidigare Saigon), Vietnam, död 12 september 1984 i Paris. Fransk tennisspelare som vann det första Wimbledonmästerskapet efter andra världskriget.

## Wimbledontiteln
Yvon Petra är en av de tennisspelare som fick delar av sina karriärer förstörda genom det pågående andra världskriget. Petra själv, som hade påbörjat en framgångsrik spelarkarriär redan i mitten av 1930-talet, och som 21-åring blivit medlem av det franska Davis Cup-laget, blev under kriget skadad i benet och dessutom tagen som krigsfånge. Det sägs att man övervägde att amputera benet, men en tysk läkare behandlade istället skadan konservativt och lyckades rädda detta. Petra blev fullt återställd och kunde efter kriget fortsätta sin internationella tenniskarriär.
Petra vann 1946, oseedad, efterkrigstidens första Wimbledonturnering, genom att i herrsingelfinalen besegra den likaledes oseedade australiern Geoff Brown med setsiffrorna 6-2, 6-4, 7-9, 5-7, 6-4. I turneringen deltog också andra framstående spelare som Jack Kramer, Jaroslav Drobny och svensken Lennart Bergelin, men dessa hade blivit utslagna tidigare i turneringen. Petra ledde finalen med 2-0 i set, när den småväxte Brown ändrade sin taktik från att ha spelat försiktigt och avvaktande till att möta Petra med hans egna vapen. Således började Brown spela ett alltmer utpräglat attackspel med hårda precisa slag. Petra hade visserligen två matchbollar i egen serve mot Brown i det fjärde setet, men denne lyckades genom ett antal perfekta slag med sin dubbelfattade backhand, passera Petra och utjämna ställningen till 2-2. Petra tog det sista setet med 6-4 och därmed titeln.

## Personen och tennisspelaren Petra
Yvon Petra växte upp i Cholon (lokal beteckning på "Chinatown"), då strax utanför Saigon i södra Vietnam. Han lärde sig där spela tennis. Senare följde han med sina föräldrar hem till Frankrike, där han blev anställd i en bar. Han fortsatte med och intensifierade sitt tennisspelande och nådde elitnivå. Perioderna 1937-39 och 1946-47 spelade han i det franska Davis Cup-laget, som dock var långt mindre framgångsrikt än tidigare på 1930-talet då de "fyra musketörerna" tagit hem sex raka cup-titlar för landet. Som ett kuriosum kan nämnas att Yvon Petra 1947 gjorde sitt sista framträdande i DC-sammanhang i en dubbelmatch tillsammans med en av dessa franska tennisgiganter, Jean Borotra.
Petra var en mycket lång och kraftigt byggd spelare. Utanför tennisbanan gjorde han ett i det närmaste ovigt intryck. På banan var han dock snabb och hade en "jätteserve". Hans spel ansågs inte särskilt sofistikerat, som främsta kännemärke hade han ett "dånande" forehandslag. Han frångick inte vanan att spela tennis iförd långbyxor, vilket varit standardklädsel före andra världskriget. Han är därför känd som den siste Wimbledonsegraren som spelade i långbyxor.
Under kriget vann han singeltiteln i Franska mästerskapen (då dock enbart nationellt mästerskap) 1943-45.
År 1948 blev han professionell spelare.

## Grand Slam-titlar
- Franska mästerskapen
  - Dubbel - 1938, 1946
  - Mixed dubbel - 1937
- Wimbledonmästerskapen
  - Singel - 1946